# Slade Professor of Fine Art
Slade Professor of Fine Art (dt. Slade-Professur der Schönen Künste) ist ein in englischer und amerikanischer Tradition nach einem Stifter benannter Lehrstuhl und Titel der älteren Professuren für Kunst an den Universitäten von Cambridge, Oxford und London. 
Sie sind das Erbe des Philanthropen Felix Slade und wurden an dessen erstem Todestag 1869 gegründet. Mit dieser Gründung verbunden war die Errichtung der Slade School of Fine Art in London, dessen jeweiliger Präsident die Londoner Slade-Professur innehat.
Die Slade-Professur in Oxford ist eine Gastprofessur am All Souls College, die mit einem verpflichtenden Lehrauftrag ausgestattet ist. Auch die Berufung nach Cambridge ist mit einer Lehrverpflichtung verbunden. 

## Inhaber der Professur

### University College, London
| - 1871: Edward Poynter - 1876: Alphonse Legros - 1882: Frederick Brown - 1917: Henry Tonks | - 1930: Randolph Schwabe - 1949: William Coldstream - 1975: Lawrence Gowing | - 1985: Patrick George - 1988: Bernhard Cohen - 2000: John Aiken |

### University of Cambridge
| - 1869: Matthew Digby Wyatt - 1873: Sidney Colvin - 1886: John Henry Middleton - 1895: Charles Waldstein - 1901: William Martin Conway - 1904: Charles Waldstein - 1912: Edward Schroeder Prior - 1933: Roger Fry - 1935: William George Constable - 1938: Geoffrey Webb - 1949: Nikolaus Pevsner - 1955: Alan Clutton Brock - 1958: Jean-Victor Bony - 1961: Ernst Gombrich - 1963: Michael Levey - 1964: John Pope-Hennessy - 1965: Anthony Blunt - 1966: John Summerson | - 1967: Anita Brookner - 1968: Otto Demus - 1969: James Sloss Ackerman - 1970: Rudolf Wittkower - 1971: George Heard Hamilton - 1972: Carl Nordenfalk - 1973: Tilmann Buddensieg - 1974: Ernst Kitzinger - 1975: William Watson - 1976: Harold George Golding - 1977: Howard Burns - 1978: Rupert Bruce-Mitford - 1979: Joseph Rykwert - 1980: Jennifer Iris Montagu - 1981: Gerhard Schmidt - 1982: Theodore Reff - 1983: Donovan Michael Sullivan - 1984: Jan Białostocki | - 1985: David M. Wilson - 1986: Pierre Rosenberg - 1987: Martin Kemp - 1988: Lindsay Errington - 1989: Ricard Cork - 1990: William Toulmin Vaughan - 1992: Lothar Ledderose - 1992: Marjorie Elizabeth Cropper - 1994: Neil Levine - 1996: Irene J. Winter - 1997: Thomas Alexander Heslop - 1998: Virginia Spate - 1999: Albert Blankert - 2000: Patricia Fortini Brown - 2003: Joseph Leo Koerner - 2003: William Curtis - 2005: Ian Christie |

### University of Oxford
| - 1870: John Ruskin - 1879: William Blake Richmond - 1883: John Ruskin - 1885: Hubert von Herkomer - 1895: Harry Eldridge Woolridge - 1928: Richard Yorke Gleadowe - 1933: Harry Stuart Goodhart-Rendel - 1936: Philip Anstiss Hendy - 1955: Ellis Waterhouse - 1956: John Pope-Hennessy - 1957: Douglas Cooper - 1958: John Summerson - 1959: Eric Newton - 1960: George Zarnecki - 1961: Kenneth Clark - 1962: Anthony Blunt - 1963: T. S. Boase - 1964: Quentin Bell - 1965: Leslie Martin - 1966: David Piper - 1967: Meyer Schapiro - 1968: Nikolaus Pevsner | - 1969: Francis Watson - 1970: Otto Kurz - 1971: Robert Rosenblum - 1972: Seymour Slive - 1973: Michael Sullivan - 1974: Michael Baxandall - 1975: Mark Girouard - 1976: Howard Hibbard - 1977: Robert Herbert - 1978: John Beckwith (Kunsthistoriker) - 1979: J. Mordaunt Crook - 1979: Nicholas Penny - 1981: Jonathan Brown - 1982: J. F. Harris - 1983: David Freedberg - 1984: Irving Lavin - 1985: Charles Hope - 1986: John House - 1987: Henry Mayr-Harting - 1988: Alistair Rowan - 1989: Elizabeth McGrath - 1990: Jennifer Fletcher | - 1991: Michael Rodgers - 1992: Kirk Varnedoe - 1993: Juliet Wilson-Bareau - 1994: Michael Levey - 1995: John Richardson - 1996: David Bomford - 1997: Kathleen Weil Garris Brandt - 1998: Joseph Connors - 1999: Robert Hewison - 2000: Donald Preziosi - 2001: Charles Saumarez Smith - 2002: Ernst van de Wetering - 2003: Craig Clunas - 2004: Larry Schaaf - 2005: Tom Phillips - 2006: Paul Binski - 2007: Alex Potts - 2008: Richard Thomson - 2009: Dawn Ades - 2010: Zainab Bahrani - 2011: Anthony Cutler |